# Provinciale weg 395
De provinciale weg 395 (N395) is een provinciale weg in de Nederlandse provincie Noord-Brabant. De weg loopt in de gemeentes Hilvarenbeek en Oirschot over een lengte van zo'n 13 kilometer. De weg volgt in Hilvarenbeek de Diessenseweg, in Diessen de Beekseweg, de Julianastraat en de Beerseweg, in Middelbeers de Voorteindseweg, de Hoogdijk en de Hertog Janstraat, in Oostelbeers de Andreasstraat en de Langereyt en in Oirschot de Kempenweg. De weg is uitgevoerd als tweestrooks-gebiedsontsluitingsweg met een maximumsnelheid van 80 km/h.
Tot 2003 was het wegnummer N621 vergeven aan deze weg. Dit wegnummer is daarna nog enige tijd in gebruik geweest aan de weg tussen Oeffelt en Boxmeer in het oosten van de provincie.
N62 · N69 · N251 · N252 · N253 · N254 · N255 · N256/A256 · N257 · N258 · N260 · N261 · N262 · N263 · N264 · N266 · N267 · N268 · N269 · N270/A270 · N271 · N272 · N273 · N274 · N275 · N276 · N277 · N278 · N279 · N280 · N281 · N282 · N283 · N284 · N285 · N286 · N287 · N288 · N289 · N290 · N291 · N292 · N293 · N294 · N295 · N296 · N296n · N297 · N298 · N300 · N321 · N322 · N324 · N329 · N389 · N394 · N395 · N396 · N397

N556 · N562 · N564 · N570 · N572 · N590 · N595 · N598 · N601 · N602 · N605 · N607 · N612 · N613 · N615 · N616 · N617 · N618 · N620 · N622 · N625 · N629 · N631 · N632 · N637 · N638 · N639 · N640 · N641 · N651 · N652 · N653 · N654 · N655 · N656 · N658 · N659 · N660 · N661 · N662 · N663 · N664 · N665 · N666 · N667 · N668 · N669 · N670 · N671 · N673 · N674 · N675 · N676 · N682 · N683 · N686 · N689 · N690 · N831 · N843

Voormalige provinciale wegen: N299 · N551 · N552 · N553 · N554 · N555 · N560 · N561 · N563 · N565 · N566 · N567 · N568 · N571 · N574 · N580 · N581 · N582 · N583 · N584 · N585 · N586 · N587 · N588 · N589 · N591 · N592 · N593 · N594 · N596 · N597 · N603 · N604 · N606 · N608 · N610 · N611 · N614 · N619 · N621 · N623 · N624 · N626 · N628 · N630 · N634 · N642 · N657